# 데이비드 로이드 조지
제1대 와이퍼의 로이드 조지 백작, 데이비드 로이드 조지(David Lloyd George, 1st Earl Lloyd-George of Dwyfor, OM, 1863년 1월 17일~1945년 3월 26일)는 영국의 정치인이다.
맨체스터에서 출생하여 옥스퍼드 대학교를 나온 후 변호사가 되었다. 27세 때 하원의원에 당선되었고, 애스퀴스 내각이 성립되자 재무상에 취임하여 불로소득에 대한 과세를 포함한 획기적인 예산안을 제출하여 상원의 맹렬한 반대를 받았다. 1910년 선거에 승리를 거둔 후 상원의 권한 축소를 내용으로 하는 '의회법'의 성립에 의해 상원을 굴복시켰다.
제1차 세계 대전이 일어난 후 연립 내각의 군수상이 되고 이어 총리가 되었다. 전쟁 후에는 파리에서 열린 베르사유 조약에 영국 대표로 참가하여 활약하였다. 그러나 아일랜드 문제로 총리직을 사직하고, 1923년 정계에서 은퇴하였다. 저서로 《제1차 세계대전 회상록》등이 있다.

## 서훈
- 1919년 메리트 훈장(OM)
- 1945년 로이드조지오브드와이퍼 백작위 서임(1st Earl Lloyd-George of Dwyfor)

## 같이 보기
- 서머벨

## 참고 자료
- 이 문서에는 다음커뮤니케이션(현 카카오)에서 GFDL 또는 CC-SA 라이선스로 배포한 글로벌 세계대백과사전의 내용을 기초로 작성된 글이 포함되어 있습니다.